# 内陸国

世界の内陸国（紫色は二重内陸国）

世界の島国
（領土がすべて島で構成される国、緑色は陸上の国境を持つ国）

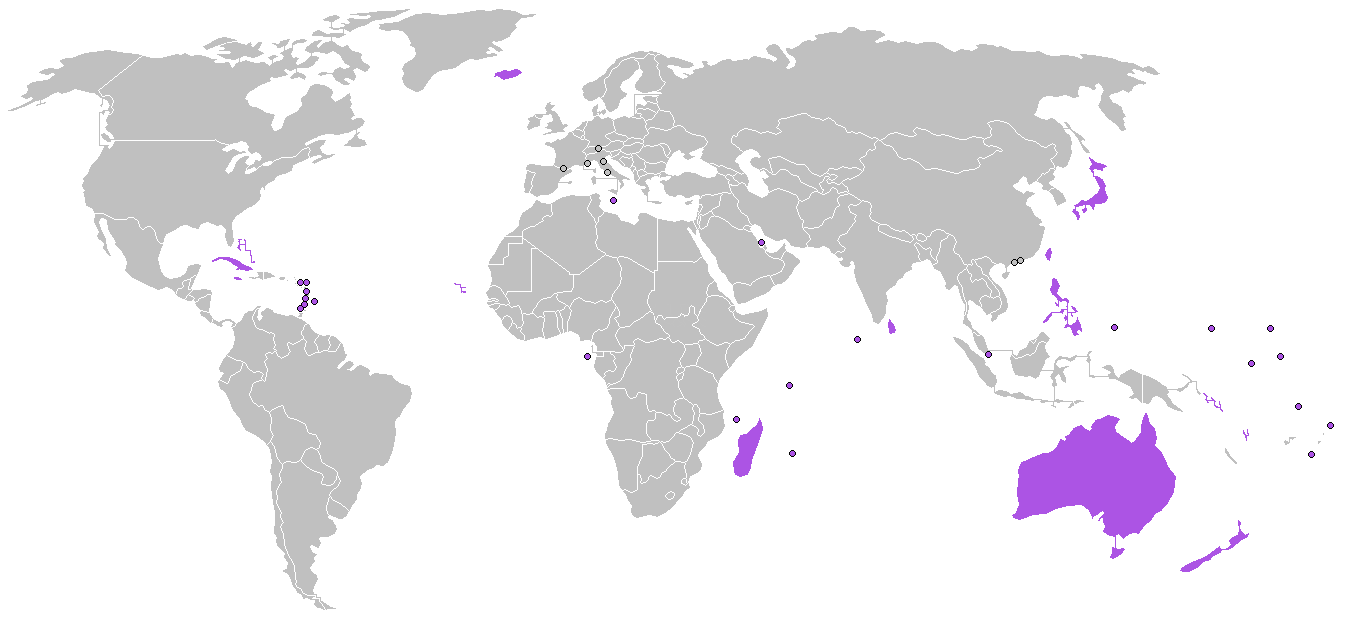
陸上の国境がない国
（大陸であるオーストラリアを含む)

内陸国（ないりくこく、英: landlocked country）とは、陸の国境に囲まれ、海がない国家である。
世界には48の内陸国がある。

## 歴史
内陸であることは、河川などの水系さえ確保できていれば防衛上はこれ以上ない利点であった。河川は上流であるほど抑える価値があり、下流域は上流域より価値が低かった。日本でも干ばつなどの際、古代から、上流の田畑には水が行き届くが下流では水不足になったという記録は枚挙にいとまがない。また、6世紀から8世紀にかけては日本では都は多く内陸におかれた。これは白村江の戦いで唐・新羅連合軍に敗北した日本の朝廷が防衛を考慮し、大阪湾にでる河川を確保したうえで、山城、大和、近江といった内陸に貴人の住処を移し都を構えたこととも関連する。なお、世界的にみても、古今問わず、洋の東西を問わず、海を持つ大国の都は海からの上陸の容易な海岸沿いの沿岸都市ではなく、あくまでも河川のある内陸都市に宮城（きゅうじょう）がおかれていることが多い（例外としては、コンスタンティノープルを首都とした東ローマ帝国や、それをイスタンブールとして引き継いだオスマン帝国などが挙げられる）。
その後、世界で大規模船舶建造が行われ食糧や燃料、人員を大量に積んで長距離での航海が盛んになり、植民地を得ることが自国の繁栄につながると考えられるようになると、進出侵略上では海に面した国のほうが先んじることになった。大型船舶の建造は植民地と本国との海運貿易の発達を促し、中世から第一次世界大戦戦後にかけては欧州各国は内陸国であっても海への出口を確保することに躍起になった。

白はクロアチア領。赤はボスニア・ヘルツェゴビナで唯一海岸がある町ネウム。

- 18世紀、アドリア海に面するドゥブロヴニク共和国はオスマン帝国にネウムの町を割譲した。これは、アドリア海沿岸に進出したヴェネツィアとの紛争を防ぐため、陸上の国境をなくす目的であったが、このときの国境線がボスニア・ヘルツェゴビナにまで引き継がれ、結果的にネウム付近は同国唯一の海岸となっている[1]。
- コンゴ国際協会（現コンゴ民主共和国）は、1885年のベルリン会議において、海への出口として、アンゴラを二分する細長い土地（回廊）を与えられた。
- ロシアの港の多くは、北極海に面し、年間のほとんどが氷に閉ざされるものであった。18 - 19世紀ロシア帝国がバルト海、黒海、太平洋へと拡大を意図していった理由のひとつは、不凍港の獲得であった。
- 第一次世界大戦後、ポーランドは海への出口としてダンツィヒ回廊を与えられた。
- ドナウ川は、内陸国であるオーストリアとハンガリーが安全に海へ出入りできるようにするために国際河川とされた。
- ボリビアは19世紀の太平洋戦争の結果、唯一の海岸線をチリに渡すこととなった。しかし、現在でもボリビア海軍は存続しており、チチカカ湖や河川で活動している。21世紀には、ボリビアのガス田から太平洋へガスを輸送するパイプラインの敷設ルートをめぐって紛争になった（ボリビアガス紛争#チリ経由かペルー経由か）。
- 第一次世界大戦前、ハンガリーは領内のクロアチアに憲法上の自治権を認めていたが、アドリア海沿岸のフィウメはハンガリー唯一の国際港として、ブダペストから派遣された総督により直接統治されていた。しかし、トリアノン条約によってクロアチアを割譲した結果、ハンガリーは海への出口を失った。
- エリトリアやモンテネグロの分離運動は、内陸に残される国（エチオピア、セルビア）にとって、唯一の海岸線を失うかどうかの懸念を伴うものであった。

第一次世界大戦は毒ガスの開発・近代的な戦車の使用・航空機による空爆などが初めて大規模に行われた戦争であり、その後の第二次世界大戦でも制空権の確保が被害の拡大と戦況を左右したこともあり、海岸線の確保は以前よりは重視されなくなっている。貿易産業においても、欧州の時計などの機器、高級酒、生鮮花卉、ICチップなどは内陸で生産して空港から航空機により輸送することで、船便よりも短時間で世界に運ばれ、20世紀には先進各国では航空機産業と空港の整備が争うように進んだ。

## 内陸国・海岸線をめぐる事情
内陸国の通過貿易に関する条約は初めて、内陸国が関税なしに他国を通過して海に連絡する権利を定めた多国間条約である。その後に採択された、海洋に関する包括的な条約、国連海洋法条約でも、同じく「内陸国の海への出入りの権利及び通過自由」を認めている。国際連合には、発展途上の内陸国を援助するための行動プログラムがある。
いくつかの内陸国は内陸の「海」（例えばカスピ海やアラル海）に面している。しかし、これらの「海」は湖ともみなされるため、また、内陸の海と外の海との間で船舶の航行が行えないため、そのような国（カザフスタンなど）は内陸国とされる。
内陸国には、海に接続するための回廊と呼ばれる陸地が与えられることがある。例えば、第一次大戦後のポーランドに与えられたポーランド回廊がそうである。
しかし、回廊によって他国の領土を分断し飛地ができてしまうことがある。
- ポーランド回廊の場合には東プロイセンがドイツの飛地となり、第二次世界大戦開戦の原因の一つとなった。
- コンゴ民主共和国の回廊でも同様にアンゴラの飛地（カビンダ）を生じた。
- ネウムの場合、ヴェネツィア共和国領とドゥブロヴニクが共に現在のクロアチア領となり、結果的にボスニア・ヘルツェゴビナの回廊によりクロアチアの飛地を生じた格好となった。

## 二重内陸国
国境を接する全ての国が内陸国である内陸国のことを二重内陸国(doubly landlocked country)という。二重内陸国では、海に出るために少なくとも2つの国境を越えなければならない。
現在世界にある二重内陸国は、リヒテンシュタインとウズベキスタンのみである。うちウズベキスタンは塩湖であるアラル海に面する。

## 準内陸国
以下に掲げる国は、国土の面積に対して、非常に短い海岸線しか持っていない（陸上国境線と海岸線の合計のうち海岸線の占める割合が5%未満）。
- コンゴ民主共和国（大西洋、0.3%）
- ボスニア・ヘルツェゴビナ（アドリア海、1.4%）
- イラク（ペルシア湾、1.6%）
- ヨルダン（紅海、1.6%）
- コンゴ共和国（大西洋、3.0%）
- トーゴ（ギニア湾、3.3%）
- スロベニア（アドリア海、3.4%）
- ベルギー（北海、4.6%）

## 内陸国の一覧
| 国                   | 面積 (km²) | 人口        |
| -------------------- | ---------- | ----------- |
| アフガニスタン       | 647,500    | 29,117,000  |
| アンドラ             | 468        | 84,082      |
| アルメニア           | 29,743     | 3,254,300   |
| オーストリア         | 83,871     | 8,396,760   |
| アゼルバイジャン [a] | 86,600     | 8,997,400   |
| ベラルーシ           | 207,600    | 9,484,300   |
| ブータン             | 38,394     | 691,141     |
| ボリビア             | 1,098,581  | 10,907,778  |
| ボツワナ             | 582,000    | 1,990,876   |
| ブルキナファソ       | 274,222    | 15,746,232  |
| ブルンジ             | 27,834     | 8,988,091   |
| 中央アフリカ         | 622,984    | 4,422,000   |
| チャド               | 1,284,000  | 10,329,208  |
| チェコ               | 78,867     | 10,674,947  |
| エチオピア           | 1,104,300  | 85,237,338  |
| ハンガリー           | 93,028     | 10,005,000  |
| カザフスタン[a][b]   | 2,724,900  | 16,372,000  |
| コソボ[c]            | 10,908     | 1,804,838   |
| キルギス             | 199,951    | 5,482,000   |
| ラオス               | 236,800    | 6,320,000   |
| レソト[d]            | 30,355     | 2,067,000   |
| リヒテンシュタイン   | 160        | 35,789      |
| ルクセンブルク       | 2,586      | 502,202     |
| 北マケドニア         | 25,713     | 2,114,550   |
| マラウイ             | 118,484    | 15,028,757  |
| マリ                 | 1,240,192  | 14,517,176  |
| モルドバ             | 33,846     | 3,567,500   |
| モンゴル             | 1,564,100  | 2,736,800   |
| ネパール             | 147,181    | 29,331,000  |
| ニジェール           | 1,267,000  | 15,306,252  |
| パラグアイ           | 406,752    | 6,349,000   |
| ルワンダ             | 26,338     | 10,746,311  |
| サンマリノ[d]        | 61         | 31,716      |
| セルビア             | 88,361     | 7,306,677   |
| スロバキア           | 49,035     | 5,429,763   |
| 南オセチア[c]        | 3,900      | 72,000      |
| 南スーダン           | 619,745    | 8,260,490   |
| エスワティニ         | 17,364     | 1,185,000   |
| スイス               | 41,284     | 7,785,600   |
| タジキスタン         | 143,100    | 7,349,145   |
| 沿ドニエストル[c]    | 4,163      | 537,000     |
| トルクメニスタン[a]  | 488,100    | 5,110,000   |
| ウガンダ             | 241,038    | 32,369,558  |
| ウズベキスタン[b]    | 447,400    | 27,606,007  |
| バチカン[d]          | 0.44       | 826         |
| ザンビア             | 752,612    | 12,935,000  |
| ジンバブエ           | 390,757    | 12,521,000  |
| 合計                 | 16,963,624 | 470,639,181 |
| 世界に占める割合(%)  | 11.4%      | 6.9%        |

a  世界最大の塩湖であるカスピ海に海岸線がある。
b  塩湖であるアラル海に海岸線がある。
c  係争地域で限られた国だけが承認する。
d  1つの国のみに囲まれている。